# Пуэбло-Вьехо (Колумбия)
Пуэ́бло-Вье́хо (исп. Pueblo Viejo), также известен как Пуэбловье́хо — город и муниципалитет на севере Колумбии, на территории департамента Магдалена.

## История
Поселение, из которого позднее вырос город, было основано в 1526 году. Муниципалитет Пуэбло-Вьехо был выделен в отдельную административную единицу в 1929 году.

## Географическое положение

Муниципалитет Пуэбло-Вьехо

Город расположен в северной части департамента, на побережье Карибского моря, в районе дельты реки Магдалена, на расстоянии приблизительно 24 километров к юго-западу от Санта-Марты, административного центра департамента Магдалена. Абсолютная высота — 0 метров над уровнем моря.

Муниципалитет Пуэбло-Вьехо граничит на западе с территорией муниципалитета Ситьонуэво, на юго-западе — с муниципалитетом Ремолино, на юге — с муниципалитетом Эль-Ретен, на юго-востоке — с муниципалитетом Аракатака, на востоке — с муниципалитетами Сьенага и Сона-Бананера, на севере омывается водами Карибского моря. Площадь муниципалитета составляет 678 км².

## Население
По данным Национального административного департамента статистики Колумбии, совокупная численность населения города и муниципалитета в 2015 году составляла 30 462 человек.
Динамика численности населения муниципалитета по годам:
| 2005   | 2006   | 2007   | 2008   | 2009   | 2010   | 2011   | 2012   | 2013   | 2014   | 2015   |
| ------ | ------ | ------ | ------ | ------ | ------ | ------ | ------ | ------ | ------ | ------ |
| 24 994 | 25 547 | 26 056 | 26 589 | 27 103 | 27 644 | 28 174 | 28 720 | 29 290 | 29 869 | 30 462 |

Согласно данным переписи 2005 года мужчины составляли 51,7 % от населения Пуэбло-Вьехо, женщины — соответственно 48,3 %. В расовом отношении белые и метисы составляли 91,4 % от населения города; негры, мулаты и райсальцы — 8,6 %.
Уровень грамотности среди всего населения составлял 73,9 %.

## Экономика
Основу экономики Пуэбло-Вьехо составляют рыболовство и сельскохозяйственное производство.

53,6 % от общего числа городских и муниципальных предприятий составляют предприятия торговой сферы, 31,9 % — предприятия сферы обслуживания, 8,3 % — промышленные предприятия, 6,2 % — предприятия иных отраслей экономики.

## Достопримечательности
К западу от города расположен национальный парк Исла-де-Саламанка.